# Martine McCutcheon
Martine McCutcheon właśc. Martine Kimberley Sherri Ponting (ur. 14 maja 1976 w Londynie) – brytyjska aktorka i piosenkarka.
W 1999 roku jej singiel z piosenką pt.: "Perfect Moment" (w oryginale śpiewaną przez Edytę Górniak w 1997 r.) osiągnął statut platynowej płyty oraz zdobył pierwsze miejsca list przebojów w Wielkiej Brytanii, Włoszech.

## Filmografia
- 2009: Telstar jako Lady Victim
- 2007: Skok (Jump!) jako Liuba Halsman
- 2005: The English Harem jako Tracy Pringle
- 2003: To właśnie miłość (Love Actually) jako Natalie
- 2002: Martine
- 2001: My Fair Lady
- 2000: Kiss Kiss (Bang Bang) jako Mia
- 2000: Elizabeth Taylor: A Musical Celebration

## Seriale
- 2008: Echo Beach jako Susan Penwarden
- 2007: Agatha Christie: Panna Marple, odcinek Hotel Bertram, jako pokojówka Jane Cooper
- 1994-2000: The Knock jako Jenny Foster
- 1989: Bluebirds jako Mandy
- 1985: EastEnders jako Tiffany Raymond/Mitchell